# Prvi anglo-burmanski rat
Prvi anglo-burmanski rat (1824. – 1826.), izbio je kada su Burmanske snage su u siječnju 1824. zauzele otok Shāhpurī, britansku vojnu bazu. To je primorala potkralja Indije, lorda Williama Amhersta, da 5. ožujka 1824. objavi ratno stanje. Cilj Burmanaca bilo je osvajanje Bengala.

## Tijek oružanog sukoba
Cjelokupna burmanska vojska nalazila se pod zapovjedništvom generala Maha Bandulā nadirala je kroz džunglu prema zapadu i 17. svibnja osvojila grad Chittāgong na ušću rijeke Ganglā. Na taj je način, glavni grad Burmanskog Carstva, Rangoon ostao nezaštićen. Da bi to iskoristili, Britanci su ostavili dio snaga (10,000) sa zadatkom da spriječe nadiranje Burmanaca niz Brahmaputru, a njih 11,000 ljudi pod zapovjedništvom generala sir Archibalda Campbella krenulo je morem prema Rangoon koji je pao 10. svibnja 1824.
Burmanci su unovačili veliki broj ljudi ali se, i pored velike brojnosti i hrabrosti, nisu mogli oduprijeti dobro izvježbanim i dobro opremljenim britanskim jedinicama. Povlačili su se i upotrebljavali su taktiku spaljene zemlje, rušeći i uništavajući sve čime su se britanci mogli koristiti. Burmanska vojska se pod britanskom prijetnjom morala povući iz Chittāgonga. Britanci su se u Rangoonu ubrzo našli u nezavisdnom položaju. Bolesti su svele njihovu vojsku na oko 3,000 vojnika sposobnih za borbu. Iz Bengala su upućene u nove snage pod zapovjedništvom generala Joseph Morrisona koje su zauzele Arakan (Yakhaing), Tenaserim (Taningthārī) i južnu Burmu. Kada je u listopadu prestao kišni period, Burmanci su pred Rangoonom prikupili vojsku od 60,000 ljudi pod zapovjedništvom Maha Bandulā i u studenom pokrenuli napad na grad.
Svi napadi slabo obučenih i organiziranih burmanskih jedinica su lako odbijeni, general Campbell je odlučio preći u protunapad i odbacio burmansika snage, zatim je 2. travnja 1825. Danubyū gdje je Maha Bandulā poginuo. Nastavivši napadno djelovanje, Campbell je 25. rujna zauzeo Pyin. Za to vrijeme su, u lipnju, Britanci iz Indije zauzeli Manipur. Novoprikupljene burmanske snage, jačine od 60,000 upućene su 3. studenog 1825. u napad na Pyin koji je branilo 500 ljudi. General Campbell je do 1. prosinca odbio sve napade i Burrnanci su se povukli uz rijeku Irrawaddy (Erāwad Myit).
Tada su započeli pregovori za mir, koji je zaključen 26. prosinca 1825. Pošto burmanski kralj, Bagyidaw, nije htio ratificirati ugovor o miru, general Campbell je 19. siječnja 1826. nastavio nadiranje prema Avi (Avā). Tada je kralj popustio i mir je ponovno zaključen 24. veljače 1826. Prema odredbama ugovora iz Yandaboa Burma je ustupila Velikoj Britaniji pokrajine Arakan i Tenaserim, odrekla se Asama i Manipura i platila ratnu odštetu.